# Frans August Wingborg
Frans August Wingborg, känd som F.A. Wingborg, född 3 april 1861 i Istrums församling, Skaraborgs län, död 26 maj 1932 i Kungsholms församling, Stockholm, var en svensk redaktör, mest känd som banbrytare för djurskyddsverksamheten i Sverige. 
Wingborg, som var lantbrukarson, började redan under skoltiden, som ordförande i den inom läroverket i Skara 1871 stiftade föreningen "Småfåglarnas vänner", intressera sig för djurskyddet och under sin studietid i Uppsala, där han 1890 blev filosofie kandidat, stiftade han l december 1889 Nordiska djurskyddsföreningen, vars ordförande han därefter var (med undantag för åren 1900–02). 
Wingborg var från 1890 utgivare av tidskriften "Djurskyddet" och inrättade i samband med detta det första djurskyddskontoret i Stockholm. Han höll även föredrag i djurskyddsfrågor och arbetade särskilt för att åstadkomma en effektivare lagstiftning till djurens skydd. 
Wingborg var även redaktör för "De värnlösas vän", "Nordisk lantmannatidning", "Mejeri-Tidningen" och "Svenska kaninavelsföreningens tidskrift" samt utgav ett stort antal mindre skrifter om jordbruk, djurskötsel, djurskydd, emigrationsfrågan och dylikt. Om sin hembygd skrev han Från Valle härad med Varnhems kyrka och kloster, Höjentorp, Axevalla slott och andra märkliga platser inom bygden (1927).